# Hugo Fregonese
Hugo Fregonese (Mendoza, 8 de abril de 1908 - Tigre, 11 de enero de 1987) fue un director cinematográfico argentino que trabajó en Hollywood, en Argentina (durante el período clásico del cine nacional) y en Europa. Finalmente volvió a la Argentina, donde nunca gozó de mayor reconocimiento.

## Biografía
El primer lugar donde trabajó fue en Columbia Pictures donde en 1935 fue nombrado supervisor técnico de las películas con temas referidos a Hispanoamérica. Hizo su debut como director cinematográfico en 1943. Fregonese desembarcó en Nueva York sin saber hablar apenas inglés en 1935 y en 1938 ya trabajaba en Hollywood como asistente de dirección. Regresó a su patria en 1945 para figurar como codirector junto a Lucas Demare de Pampa bárbara. En 1937 se trasladó a Hollywood después de conseguir una oferta para trabajar para Columbia Pictures como asesor técnico
Muchas de las películas estadounidenses de Fregonese son westerns y policiales (Black Tuesday, Man in the Attic). Además dirigió la película filmada en la India Harry Black. Tuvo dos hijos con su primera esposa Faith Domergue (a su vez famosa por su anterior romance juvenil con el multimillonario Howard Hughes).
A fines de los años '40 regresó a la Argentina, filmando en 1949 Apenas un delincuente. En las siguientes décadas continuó trabajando en Estados Unidos y Europa y regresó a la Argentina en 1971. Falleció de un ataque cardíaco en 1987.

## Filmografía
Director
- 1945 : Pampa bárbara (codirigida con Lucas Demare)
- 1946 : Donde mueren las palabras  con Enrique Muiño, Héctor Méndez, René Múgica, Pablo Cumo.
- 1949 : Apenas un delincuente, (comercializada en Alemania como, Dämon Geld ), con Jorge Salcedo, Tito Alonso, Nathan Pinzón, Hómero Cárpena.
- 1949 : De hombre a hombre con Tito Alonso, Norma Gímenez, Enrique Muiño, Osvaldo Terranova, Nathan Pinzón, Jorge Arias, Luis de Lucía, René Fischer Bauer.
- 1950 : "Alma Solitaria", Saddle Tramp, con Joel McCrea, Wanda Hendrix, John Russell, John McIntire.

- 1950 :  "Murallas de silencio",One Way Street, con James Mason, Dan Duryea
- 1951 :  "El signo del Renegado",(The Mark of the Renegade), con Ricardo Montalbán, Cyd Charisse
- 1951 :  "Tambores Apache",(Apache Drums), con Stephen McNally, Arthur Shields
- 1952 :  "Mis Seis Presidiarios",(My Six Convicts), con Millard Mitchell, Gilbert Roland
- 1952 :  "Frontera Indómita" /Esposa y Cómplice",(Untamed Frontier), con Joseph Cotten, Shelley Winters
- 1953 :  "Viento Salvaje",(Blowing Wild), con Gary Cooper, Barbara Stanwyck
- 1953 :  "Noches del Decameron"/"Tres Historias de amor" (Decameron Nights), con Joan Fontaine, Louis Jourdan
- 1953 :  "Jack, el destripador"/ "El hombre del Atico",(Man in the Attic), con Jack Palance, Rhys Williams
- 1954 :  "Martes Negro",Black Tuesday, con Edward G. Robinson, Peter Graves
- 1954 :  "La Redada",The Raid, con Van Heflin, Anne Bancroft
- 1956 : "Los Vagabundos", I girovaghi, con Peter Ustinov
- 1957 :  "Siete Truenos",Seven Thunders, con Stephen Boyd, James Robertson Justice
- 1958 : "Harry Black y el Tigre", (Harry Black and the Tiger), con Stewart Granger y Barbara Rush
- 1961 : "Marco Polo" /"Las Aventuras de Marco Polo",(L'avventura di un italiano in Cina) con Rory Calhoun, Yoko Tani.
- 1963 : "La Moneda rota"/ FBI: Operazione Baalbeck", (Operation Baalbeck) con Rossana Podestá, Jacques Sernas, George Sanders, Yoko Tani.
- 1964 :  Old Shatterhand, con Lex Barker, Pierre Brice
- 1964 :  "El Rayo mortal del Dr. Mabuse",(Die Todesstrahlen des Dr. Mabuse), codirigida con Victor De Santis, con Peter Van Eyck, Yvonne Furneaux
- 1966 :  Pampa salvaje (Savage Pampas) , con Robert Taylor, Felicia Roc, Enrique Ávila, Joge Rigaud, Marc Lawrence, Laura Granados, Milo Quesada.
- 1970 : Los monstruos del terror, / "Assignment Terror",/ "Operación Terror", ("El hombre que vino de Hummo") de Tulio Demicheli y Hugo Fregonese (no acreditado), con Michael Rennie, Paul Naschy, Craig Hill, Patty Shepard, María Perschy, Karin Dor, Manuel de Blas, Peter Damon, Manuel del Pozo.
- 1973 : La malavida con Hugo del Carril, Soledad Silveyra, Ignacio Quirós, Tito Alonso, Idelma Carlo, María Vaner, Jorge Rivera López, Héctor Méndez, María Rosa Gallo, Adrian Ghio, Iván Grondona, Guillermo Macro, Ricardo Bouzas, Elizabeth Makar, José María Fra, Alberto Segado, Hugo Mújica.
- 1975 : Más allá del sol con Roberto Airaldi, Pablo Alarcón, Víctor Bruno, Luis Cordara, María Rosa Gallo, Héctor Gióvine, Fernando Iglesias 'Tacholas', Maurice Jouvet, Germán Kraus, Jorge Rivera López, Alberto Segado, Miguel Ángel Solá.

Intérprete
- Un momento muy largo  (1964)

Ayudante de dirección
- 1942 : El viejo Hucha

Asistente de dirección
- La guerra gaucha (1944)